# Banyu Urip (Wonosobo)
Banyu Urip is een bestuurslaag in het regentschap Tanggamus van de provincie Lampung, Indonesië. Banyu Urip telt 825 inwoners (volkstelling 2010).